# Арвяк
Арвя́к (баш. Әрүәк) — река в России, протекает по территории Башкортостана. Берёт начало на склоне горы Арвякрязь. Устье реки находится в 1288 км по левому берегу реки Белая. Длина реки составляет 13 км. Количество притоков протяжённостью менее 10 км — 3, их общая длина составляет 5,6 км.

## Данные водного реестра
По данным государственного водного реестра России относится к Камскому бассейновому округу, водохозяйственный участок реки — Белая от водомерного поста Арский Камень до Юмагузинского гидроузла, речной подбассейн реки — Белая. Речной бассейн реки — Кама.
Код объекта в государственном водном реестре — 10010200212111100016952.